# Biribellus punctatus
Biribellus punctatus là một loài bọ cánh cứng trong họ Cerambycidae.